# Tom Askey
Thomas Arthur „Tom“ Askey (* 4. Oktober 1974 in Tonawanda, New York) ist ein ehemaliger US-amerikanischer Eishockeytorwart, der im Verlaufe seiner Karriere unter anderem für die Mighty Ducks of Anaheim in der National Hockey League gespielt hat.

## Karriere
Der US-Amerikaner begann seine Karriere 1991 bei den Wheatfield Blades und ging anschließend von 1992 bis 1996 für das Eishockeyteam der Ohio State University aufs Eis. Dabei wurde er 1996 aufgrund seiner Leistungen ins CCHA Second All-Star Team gewählt. Während dieser Zeit wurde er beim NHL Entry Draft 1993 in der achten Runde an insgesamt 186. Position von den Mighty Ducks of Anaheim ausgewählt. Für die Saison 1996/97 stand er bei den Baltimore Bandits in der American Hockey League auf dem Eis und konnte dabei in 40 Spielen eine Fangquote von 88,7 Prozent aufweisen, wobei er den ersten Shutout seiner Profikarriere verbuchen konnte. Im Folgejahr spielte er sowohl für die Mighty Ducks of Anaheim als auch für deren Farmteam, die Cincinnati Mighty Ducks, in der American Hockey League. Da die Ducks in dieser Zeit mit Michail Schtalenkow und Guy Hebert über zwei potenzielle Stammtorhüter verfügten, erhielt Askey in zwei Jahren nur sieben Einsätze in der regulären Saison der National Hockey League und einen Einsatz in den Play-offs.
In der Spielzeit 1999/2000 war er im Einsatz bei den Kansas City Blades und Houston Aeros in der International Hockey League, für die er jeweils 13 Partien absolvierte. Im September 2000 unterzeichnete er als Free Agent bei den Rochester Americans. In den folgenden fünf Jahren konnte er zwar konstant eine Fangquote zwischen 89 und 92 Prozent aufweisen, doch blieb ihm ein Stammplatz verwehrt. Im Jahr 2001 erhielt er zusammen mit seinem Teamkollegen Mika Noronen den Harry „Hap“ Holmes Memorial Award für den geringsten Gegentorschnitt verliehen. In der Saison 2005/06 spielte er hauptsächlich beim finnischen Team HIFK Helsinki in der SM-liiga und wechselte in derselben Spielzeit für jeweils wenige Partien zum Lokalrivalen Jokerit Helsinki und Fribourg-Gottéron aus der Schweizer Nationalliga A.
Im Folgejahr kehrte Askey wieder nach Nordamerika zurück und schloss sich den Kalamazoo Wings an. Er stand bei den Wings in 45 Spielen im Einsatz und konnte dabei drei Shutouts verbuchen. Zur Saison 2007/08 wechselte er in die Serie A1, der höchsten italienischen Spielklasse, und bestritt elf Spiele für den HC Alleghe. Danach schloss er sich den in der Elite Ice Hockey League spielenden Nottingham Panthers an. Nachdem er in 34 Spielen für die Panthers eine Fangquote von 92 Prozent erreicht hatte, wurde sein Vertrag im Sommer 2008 nicht mehr verlängert.
Nach beinahe zwei Jahren ohne Engagement unterzeichnete Askey im März 2010 als Free Agent bei den Kalamazoo Wings in der ECHL. Nach wenigen Tagen verließ er den Verein wieder, ohne eine Partie absolviert zu haben.

### International
Askey vertrat sein Heimatland bei der Weltmeisterschaft 1997, als er mit der US-amerikanischen Nationalmannschaft beim Turnier den sechsten Rang belegte. Bei seinem einzigen Turniereinsatz musste er vier Gegentore hinnehmen.

## Erfolge und Auszeichnungen
- 1996 CCHA Second All-Star Team
- 2001 Harry „Hap“ Holmes Memorial Award (gemeinsam mit Mika Noronen)